# Транспортна інфраструктура
Транспортна інфраструктура — сукупність об'єктів (підприємств, закладів), які займаються ремонтом, будівництвом та реконструкцією, а також експлуатаційним утриманням доріг, мостів та інших дорожніх шляхів. Транспортна інфраструктура забезпечує наявність рівних та якісних доріг, а також зберігання їх у гарному стані.
Транспортна інфраструктура — економічно збалансована сукупність шляхів сполучення, рухомого складу, засобів управління і зв'язку, що забезпечує роботу всіх видів транспорту (В. Корж, 1990 р.).
Транспортна інфраструктура — сукупність споруд, системи мереж сполучень усіх видів транспорту, що задовольняють потреби населення та виробництва у перевезеннях пасажирів і вантажів (О. Бордун, 2004 р.).
До складу транспортної інфраструктури належать залізниці, залізничні вузли й станції, автомобільні дороги, автомагістралі, вулиці, авіалінії та аеропорти, річкові шляхи й порти, морські порти, канатні дороги, монорейкові шляхи, складські та ремонтні заклади, вантажні термінали. Більшість дослідників відносять до складу транспортної інфраструктури також рухомий склад транспорту. Це пояснюється тим, що часто рухомий склад є невід'ємною частиною транспортних і обслуговуючих підприємств, які входять доскладу транспортної інфраструктури.